# الیکایی کاب
الیکایی کاب (نام علمی: Troglodytes cobbi) نام یک گونه از سرده الیکایی‌های غارنشین است.